# 富塚古墳 (横浜市)
富塚古墳（とみつかこふん）は、神奈川県横浜市戸塚区戸塚町内に所在する古墳。相武国造2世孫の「冨属彦命」（とつぎひこのみこと）の墓陵とする伝承があり、戸塚の地名の由来となった古墳である。

## 概要
JR戸塚駅の南西900m、横浜市南部の境川支流・柏尾川左岸の沖積地に面した丘陵上に所在する。この丘陵は富塚八幡宮の裏山にあたり、緑地保全地区となっている。古墳の被葬者は不明であるが、富塚八幡宮の祭神の一柱であり、相武国造2世の孫と伝えられる冨属彦命の墓との伝承が同社に伝えられている。墳丘の前には「冨塚之碑」が立てられている。

## 形状
発掘調査などの考古学的調査はほとんど行われていなかったが、南東方向に張り出しがあることから、前方後円墳であろうとされていた。2010年（平成22年）に横浜市埋蔵文化財センターにより墳丘の測量調査が行われ、墳丘平面形の正確なデータが得られた。その結果、南東側の張り出しは通常の前方後円墳の前方部に比べて小さく（帆立貝形古墳の規格とも異なる）、東京都狛江市の狛江亀塚古墳や、横浜市港北区の綱島古墳に類似することから、同センターは、古墳の築造年代を綱島古墳などと同じ5世紀後半代とする見解を示している。